# Manuel Montalvo
General Manuel Montalvo fue un militar mexicano con idealismo villista que participó en la Revolución mexicana. Nació en Coahuila. En 1913 tras el asesinato de Francisco I. Madero, se trasladó a Chihuahua y se incorporó a la División del Norte al lado de Francisco Villa. Formó parte de su escolta de "Dorados", por lo que participó en muchas acciones de armas contra las fuerzas huertistas y más tarde contra las carrancistas. Posteriormente ingresó al Ejército Mexicano. 